# Olof af Wannquist
Olof af Wannquist, född 1 juni 1764 i Gävle, död 3 juni 1834 i Stockholm, var en svensk polismästare och underståthållare.

## Biografi
Olof af Wannquist var son till varvstimmermannen i Gävle Olof Wannqvist och Helena Åberg. Han gifte sig 1798 med Ulrica Mariana Tjäder (1770–1838), dotter till arrendatorn av Örbyhus Axel Tjäder.
af Wannquist blev kanslist vid poliskammaren i Stockholm 1791, notarie 1793 och registrator 1794. Han var ombudsman vid allmänna barnhuset 1799–1802 och polismästare i Stockholm från 7 september 1802. Den 1 mars 1805 blev han lagman och underståthållare 21 maj 1830.
Tillsammans med Johan Olof Wallin tog af Wannquist år 1830 initiativ till en insamling med syfte att skaffa en lokal där man skulle ta hand om barn som hade "ovärdiga eller inga föräldrar alls". Resultatet av denna insamling blev Gålöstiftelsen.
Makarna af Wannquist är begravda på Norra begravningsplatsen utanför Stockholm.

## Hedersbetygelser
af Wannquist erhöll namn, heder och värdighet av underståthållare 1 april 1813 och blev riddare av Nordstjärneorden 16 december 1814.

## Adlande
af Wannquist adlades 11 maj 1818 och introducerad med nummer 2268. Ätten slots 1876 av sonen Olof Fredrik.